# Эйхлер, Джозеф
Джозеф Леопольд Эйхлер (англ. Joseph Leopold Eichler; 25 июня 1900 — 1 июля 1974) — американский застройщик (девелопер), который после Второй мировой войны разработал новый тип домов с модернистской архитектурой, отличающихся доступностью и функциональностью.

## Биография
Джозеф Леопольд Эйхлер родился 25 июня 1900 года в Нью-Йорке и вырос в Бронксе. Его отец имигрировал в США из Австрии, а мать из Германии. Джозеф Эйхлер был воспитан в еврейской традиции. Эйхлер учился в Нью-Йоркском университете и получил диплом в области бизнеса.
В 1925 году семья Эйхлера переехала в район Сан-Франциско и открыла семейное предприятие по оптовой продаже масла и яиц, которое вышло из бизнеса в середине 1940-х годов. В 1943 году Эйхлер арендовал дом Сидни Базетта в Хиллсборо, Калифорния, который был построен известным американским архитектором Фрэнком Ллойдом Райтом. Жизнь в этом доме вдохновила Эйхлера на то, чтобы стать застройщиком жилых домов в модернистском стиле.

## Дома Эйхлера

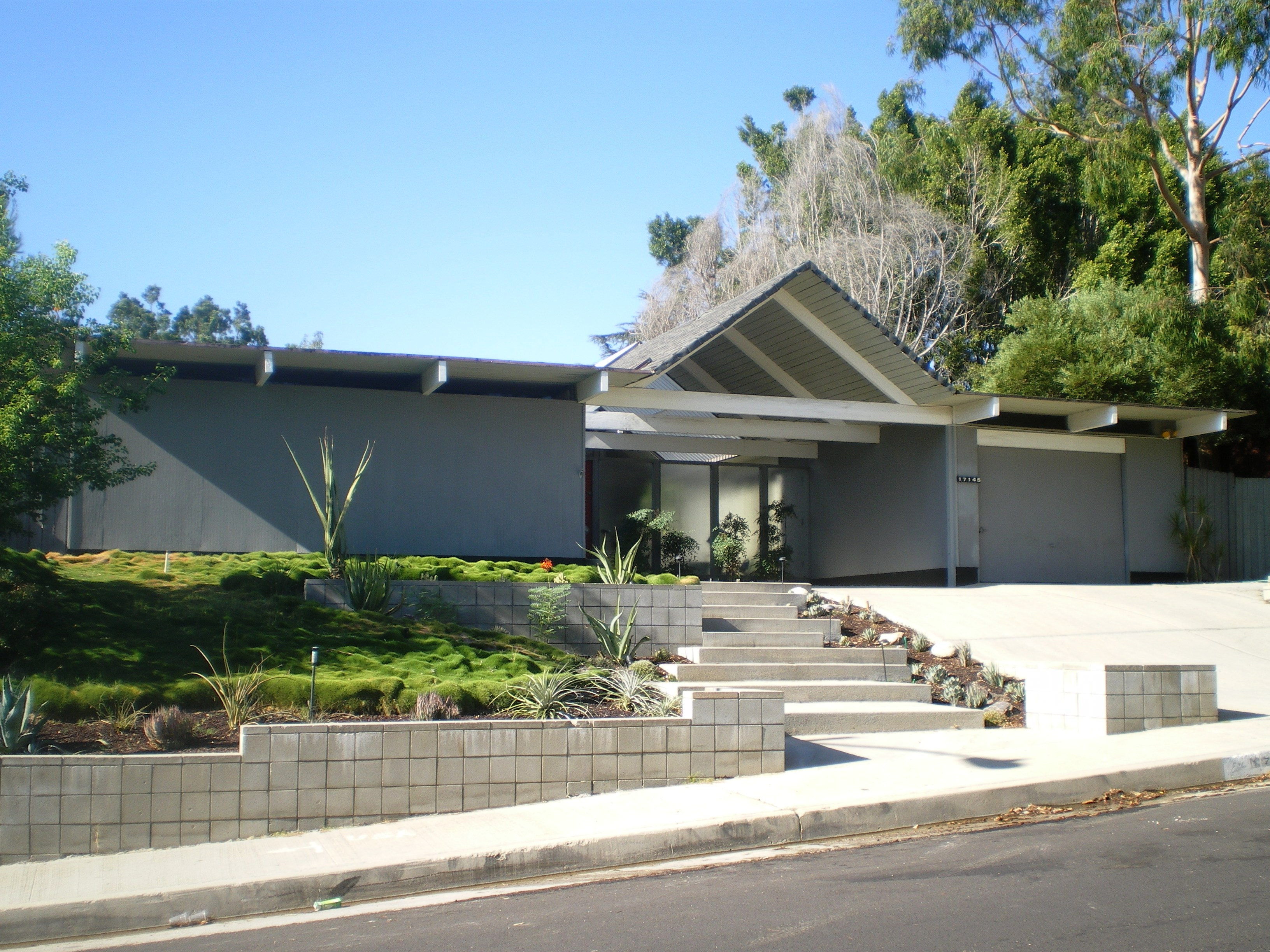
Типовой дом Эйхлера

Между 1949 и 1966 годами компания Джозефа Эйхлера построила более 11 тысяч домов в девяти округах Северной Калифорнии и трёх округах Южной Калифорнии. Эти дома впоследствии получили название домов Эйхлера (Eichlers). В этот период Эйхлер стал одним из самых влиятельных строителей современных домов в стране. Крупнейший комплекс домов Эйхлера — «Хайлендс» — был построен в Сан-Матео между 1956 и 1964 годами.
Считается, что Джозеф Эйхлер был социальным провидцем и в первую очередь проектировал дома для американцев среднего класса. Эйхлер стремился создать районы с семьями из различных социальных слоёв, включающие интегрированные парки и общественные центры. Эйхлер ввёл правила, запрещающие дискриминацию, и предлагал дома на продажу любому человеку, независимо от его вероисповедания или расы. В 1958 году он ушёл из Национальной ассоциации застройщиков, когда они отказались поддерживать анти-дискриминационную политику.

### Дизайн
По словам его сына Эйхлер был вдохновлён коротким периодом времени, когда семья жила в доме, спроектированном Фрэнком Ллойдом Райтом в Хиллсборо. Эйхлеру понравился этот стиль, и он решил попробовать создать аналогичный дизайн. Джозеф Эйхлер вовлёк известных архитекторов в разработку планов участков и самих домов. Он нанял уважаемого архитектора и ученика Райта Роберта Аншена, чтобы спроектировать первоначальный дом, и первый прототип был построен в 1949 году.
Дома Эйхлера являются образцами модернистской архитектуры, получившей название «калифорнийского модерна», в которой дома обычно имеют стеклянные стены, конструкцию с балками и открытыми этажами в стиле Фрэнка Ллойда Райта и Мис ван дер Роэ. Экстерьеры домов Эйхлера отличались плоскими или пологими крышами в форме буквы А, вертикальным 2-дюймовым деревянным сайдингом и скромными фасадами с чистыми геометрическими линиями. Одна из фирменных концепций Эйхлера заключалась в том, чтобы «принести то, что снаружи, вовнутрь», что достигалось с помощью световых люков и окон от пола до потолка со стеклянными фрамугами, выходящими во внутренние дворики (патио, атриумы, сады и бассейны). Также следует отметить, что в большинстве домов Эйхлера мало окон, выходящих на фасад (то есть выходящих на улицу), если они вообще есть; вместо этого фасады домов имеют либо маленькие окна под потолком, либо маленькие прямоугольные окна с матовым стеклом.
Интерьеры имели множество нестандартных и новаторских для того времени элементов, включая: открытую конструкцию из балок; шпунтованный настил для потолков по линии крыши; полы из бетонных плит со встроенным радиальным отоплением; обшивка из филиппинского красного дерева; раздвижные двери для комнат, туалетов и шкафов; и, как правило, вторая ванная комната, находящаяся в главной спальне. В более поздних моделях были представлены характерные атриумы со стороны входа, закрытые фойе под открытым небом, разработанные для дальнейшего продвижения концепции интеграции внешнего и внутреннего пространств.
Дома Эйхлера были просторными и модернистскими по сравнению с большинством послевоенных домов массового производства для среднего класса, построенных в 1950-х годах. Поначалу потенциальные покупатели жилья, многие из которых были вернувшимися с войны бывшими военнослужащими, восприняли дома Эйхлера насторожено. Они искали традиционное жильё, а не инновации.

## Проекты
Дома Эйхлера в Северной Калифорнии расположены в
- Сан-Франциско,
- округе Марин,
- Сакраменто,
- Уолнат-Крик,
- Конкорде,
- Окленде,
- Сан-Матео,
- Редвуд-Сити,
- Пало-Альто,
- Саннивейле,
- Маунтин-Вью,
- Сан-Хосе.

В Южной Калифорнии дома Эйхлера находятся в
- Таузенд-Оукс,
- Гранаде-Хиллз,
- Ориндже
- Палм-Спрингсе.

### Другие проекты
Джозеф Эйхлер также создавал нестандартные дома по заказу индивидуальных клиентов. В середине 1960-х годов он построил три дома в штате Нью-Йорк. В результате резкого роста цен на землю в середине 1960-х годов стали популярными проекты по перестройке городов, и Эйхлер начал строить малоэтажные и многоэтажные дома в Сан-Франциско. Он также создал пригородные кооперативы в Санта-Кларе. Эти многочисленные крупные проекты привели к чрезмерному расширению бюджета компании, и к середине 1960-х годов Эйхлер оказался в тяжёлом финансовом положении. Компания объявила о банкротстве в 1967 году.

## Личная жизнь
- Жена — Лилиан Мончарш (1902—1982), дочь еврейских эмигрантов из Польши[15]
- Сыновья:
  - Ричард Лайонел Эйхлер (1928—1998)
  - Эдвард «Нед» Филип (1930—2014)[16][17]